# Широки-Бриег
Широки Бриег (сербохорв. Široki Brijeg, Широки Бријег), до 1996 года — Лиштица (Lištica) — город в Западногерцеговинском кантоне Федерации Боснии и Герцеговины, энтитета Боснии и Герцеговины. На 2013 год в городе проживало 6 149 человек, в общине — 28 929 человек.

## Название
Широки Бриег в переводе с хорватского означает «широкий холм». Его иногда называют Широки Бриг или просто Широки («широкий»). До 1996 года город официально назывался Лиштица в честь реки, протекающей через город.

## География
Город расположен в 20-25 км от Мостара, 29 км от Меджугорья, и 88 км от Адриатического побережья (Плоче). 
В общине Широки Бриег сегодня проживает около 30 000 человек, а в самом городе — около 13 000 человек. Площадь муниципалитета составляет 1168 га. Центр города находится на 270 м (886 футов) над уровнем моря, а его территория известна как «нижняя Герцеговина». Однако почти вся северная часть самого муниципалитета принадлежит к «высокой Герцеговине», самой высокой точкой которой является Желчный берег («Белые скалы») недалеко от Дони Црнач .

### Климат
В Широки Бриеге мягкий субсредиземноморский горный климат. Зимы прохладные и часто очень холодные. Лето теплое.

### Местность
Большая часть общины Широки-Бриег расположена на характерных, сложных структурных формах, известных с геологической точки зрения как «зона высокого карста». Основной характеристикой является скальный известняковый рельеф в различных карстовых формах (раковины, пещеры, воронки, карстовые поля и т. д.), а также глубоко изрезанные долины с редкими водотоками. Район Широки-Бриег расположен в направлении тектонических единиц Ракитно-Хргуд и простирается от гор Ракитно, Варди, Мостарско Блато, Ротимле и Хргуд до Требишницы на юго-востоке. Район сложен позднеюрскими отложениями, за которыми следуют слои мелового и палеогенового возраста, а после — неогеновые и четвертичные отложения. Основные моменты — серовато-бурая порода раннего мелового периода, хорошо расслоенный известняк и доломиты. Позднемеловые отложения, сеноман-турон, представлены белыми и розовыми, массивными известняками с побегом. В палеогеновых слоях функционируют либурнийские и альвеолиново- нуммулитовые известняки, затем эоценовый флиш, представленный мергелями, песчаниками, калькаренитами и конгломератами.
Неогеновые слои состоят из мергеля, песчаной глины, песчаника и конгломератов и могут быть обнаружены в окрестностях Грабово Драге и Мостарско Блато. Четвертичные берега, состоящие из гальки, песка и воды, насыщенные карстом, встречаются почти на всех каменистых полях по руслам рек. Между нижними горами Варди, Гвозд, Руян и Тртле (высота 600—900 м) находится карстовая впадина Кочеринско, Трнско, Мокарско и Ружево поле и Мостар Блато (высота 220—300 м). Район Широки-Бриег относится к типичным бокситовым месторождениям Черни Локве — Кидачке Нживе, Реснице и Узаричи — Кнешполе. Эта территория была опустошена полигонами отходов и хвостохранилищами и нуждается в восстановлении.

### Водоснабжение
Воды муниципалитета Широки Бриег относятся к бассейну реки Неретва. Основные наземные течения текут в сторону Мостара Блато по маршруту Угровача, Мокашница, Црнашница и Жватич. Река Лиштица относится к поверхностным водам Чабулье, текущие от водоносного горизонта Бринье и собраны из Ладина и Добрини. Бринье, чьи рудименты к северу от Богдолы, ниже Кулича (1199 г.), текут на запад и по пути в Лиштицу впадают в Прскало, ручей Ладин, а на 2,5 километра ниже — ручей Добринский. Эти водотоки покупают все поверхностные воды в период обильных осадков и таяния снега на юго-западной части горы Чабулье.
Поверхностные воды, поступающие на месторождение Ракитно, осушаются водопоями Елица, Змиинац и во время сильных осадков образуют периодический водоток Угровача, уходящий в глубоко прорезанный каньон Брин, обеспечивая боковой поток, в поселке Трн, а также на водохранилищах Кочерин и на р. Дорога на Блато Мостар, в центре Широки Бриег, соединяется с рекой Лиштица .

## История

### Древний период
Руины иллирийского периода подтверждают, что в доисторические времена в районе Широки Бриега было большое количество населения. Есть также доказательства на стенах фортов, где они находились в прошлом. В древние времена в этом регионе было много жизни. С римского периода сохранились остатки форта (убежища) в деревне Биограчи и базилики в Мокро; там сохранились форты и дороги.

### Средние века
Император Константин VII Багрянородный упоминает, что Мокрискик находился в этом районе. Базилика в Мокри несколько раз строилась и разрушалась в средние века и использовалась по назначению. Неподалеку от неё находится некрепола со стечаками, которые присутствуют в других местах. Их количество и размер указывают на то, что этот регион был в XII—XV века очень населенным и богатым. С того момента в Кочерине хранилась самая длинная табличка на стечаке, написанная боснийской кириллицей, известная как Кочеринская площадь («Кочеринская табличка»). Остатки средневекового форта можно найти в Борке, недалеко от истока реки Лиштица .

### Османское правление
После завоевания турками в середине XV века население в основном проживало в селах и горах. До середины XIX века Герцеговина была отрезана от социальных, культурных и политических событий других европейских стран.

### Вторая мировая война и Югославия

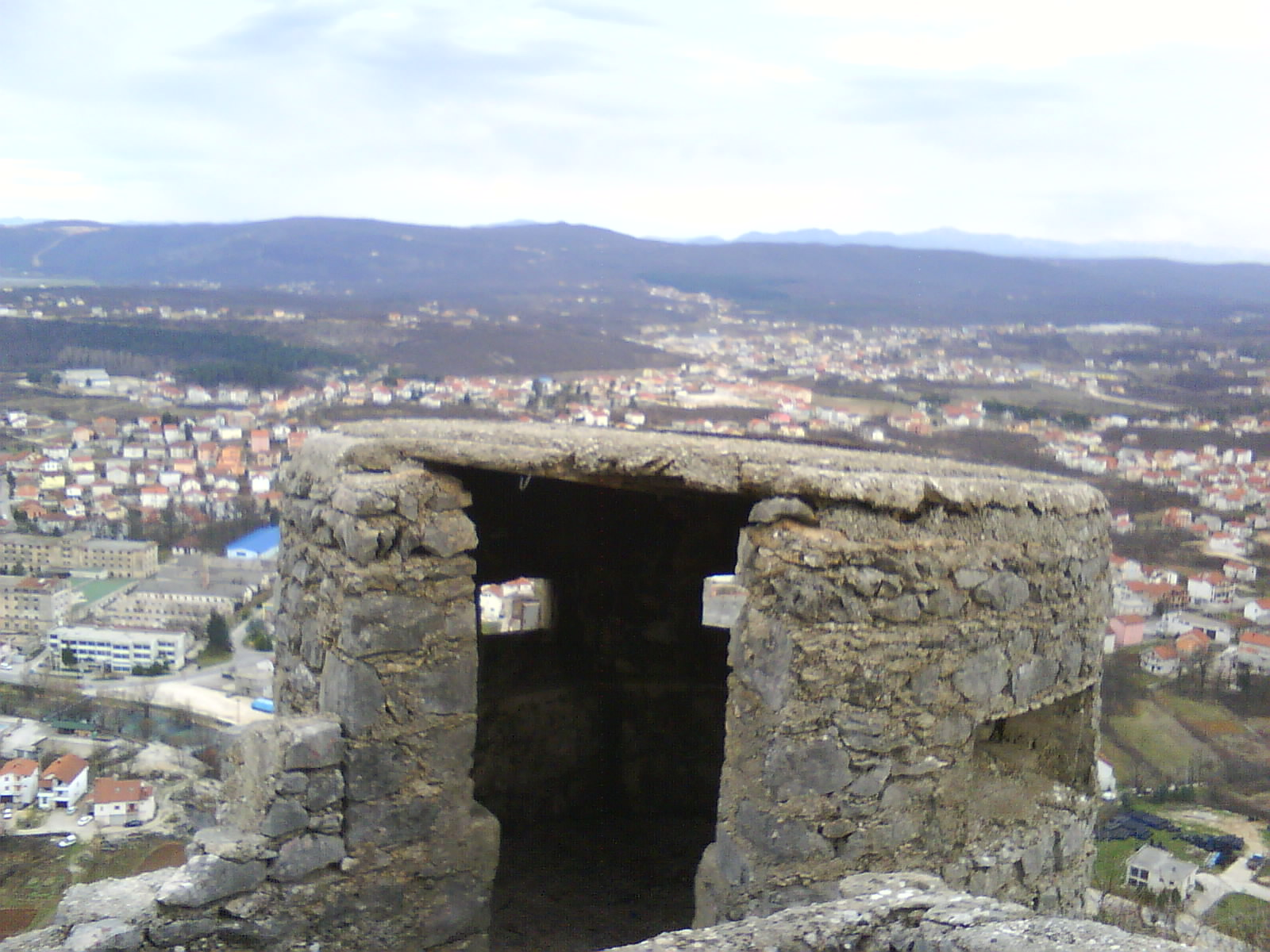
Итальянский форт над Широки-Бриег

Во время Второй мировой войны усташи удерживали город вместе с итальянскими войсками. За время своего присутствия итальянцы построили несколько фортов для наблюдения за городом. Город был центром операций францисканского ордена Герцеговины, сыгравшего ведущую роль в геноциде сербского населения. Ряд видных чиновников усташей, в том числе Андрия Артукович, получили образование в школе и монастыре Широки-Бриег.
Из-за своей истории официальные лица Югославии демонизировали его и после войны переименовали в Лиштицу (по названию реки) вместо Широки-Бриег (Широкий холм). Инвестиции в город были очень слабыми. Некоторые люди эмигрировали в Загреб и Далмацию, а также в Германию в качестве гастарбайтеров .
В 1985 году, местная Коммунистическая партия Боснии и Герцеговины возвела в центре города монумент югославским партизанам. 3 мая 2013 года памятник был снят для осмотра братской могилы, в результате чего были найдены останки 95 человек. Останки были характерны для тех, кто был убит самими партизанами: тела были связаны проволокой, и было обнаружено несколько немецких жетонов.

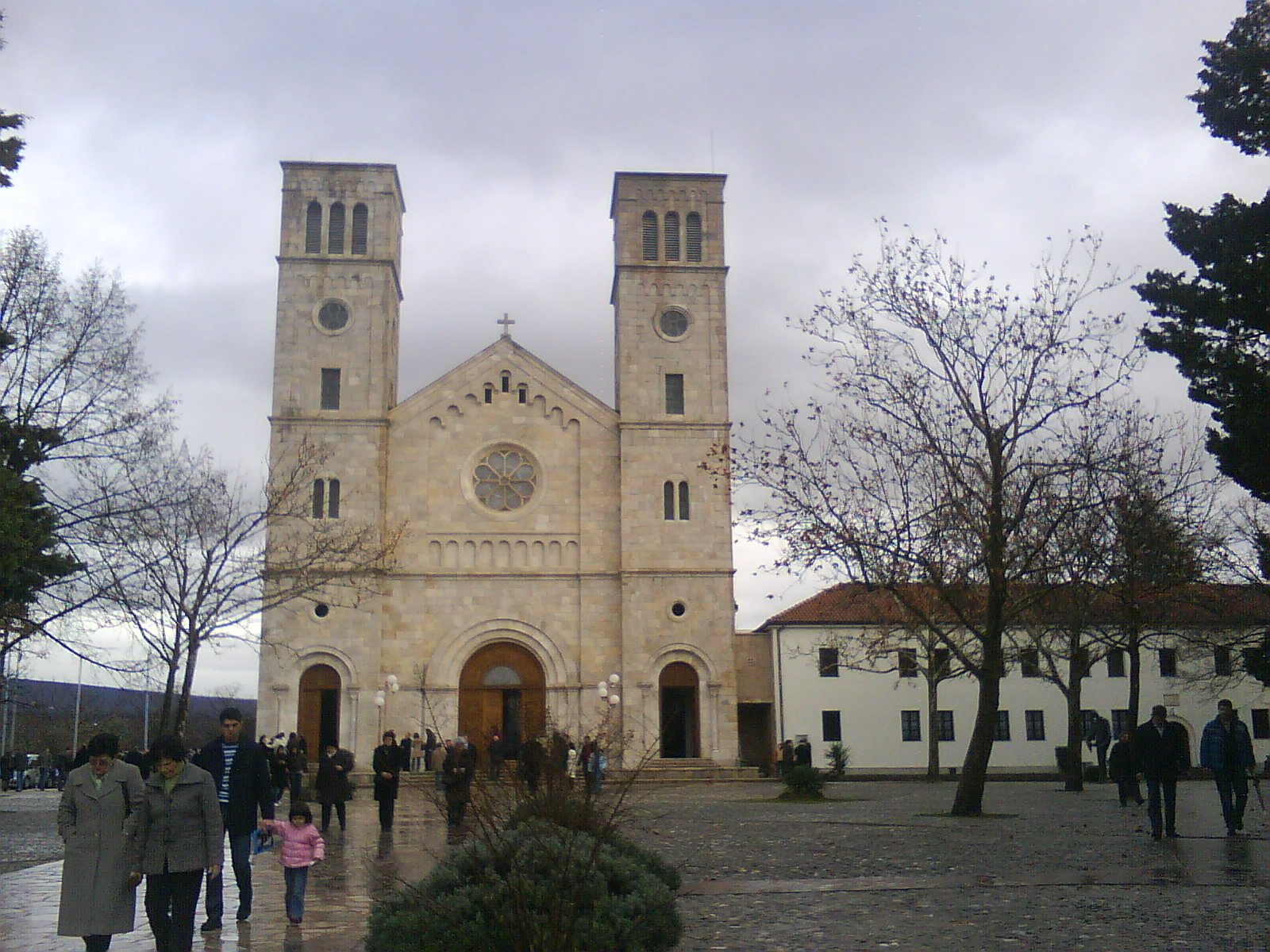
Монастырь, символ города

## Экономика

### Сельское хозяйство
Сельскохозяйственное производство в общине Широки Бриег в основном сводится к производству для собственного использования на приусадебных участках и небольшой части пахотных земель. Производство сельскохозяйственной продукции для рынка очень мало по сравнению с альтернативами и относится, прежде всего, к производству вина, немного к производству овощей и цветов, совсем немного к животноводству и молочному производству.
Это привело к тому, что высокий процент сельскохозяйственных угодий не используется — согласно последней статистике — даже 60 %, которые можно было бы использовать для сельскохозяйственных нужд, не обрабатываются
Отсутствие четкой государственной стратегии и ориентации на запуск и развитие аграрного производства также является очень важной чертой нынешнего положения дел и в сельском хозяйстве.

#### До войны
В отличие от двадцатилетней давности, в настоящее время в сельскохозяйственном производстве нет фундаментального культурного производства, производства, которое было бы значимым и возможным на большей территории муниципального образования. На протяжении многих лет это был табак. Вместе с войной рухнула и существовавшая государственная система, а значит и прежняя система организации сельскохозяйственного производства. За весь период с тех пор до сегодняшнего дня была создана новая система.
Это вся страна, особенно область, куда в общину осуществлялся бесконтрольный ввоз всевозможных вещей. Таким образом, большую часть сельскохозяйственной продукции стало дешевле импортировать, чем производить.
В результате уже упоминалось резкое сократились обрабатываемые площади, сократилось поголовье крупного рогатого скота и даже в пять раз полностью уменьшился объема сельскохозяйственной продукции. Наконец-то ожило ощущение, что невозможно заниматься сельскохозяйственным производством, как производственной деятельностью, которой можно жить что ли и зарабатывать деньги.

#### После войны
Общие экономические показатели муниципалитета выше, чем в соседних общинах — в первую очередь в предпринимательском секторе, а временная ориентация и численность населения трудоспособного возраста выше, чем у других муниципалитетов. Таким образом, процент необработанных земель является самым большим в общине по сравнению с окружающими — 60 % (Посушье 59 %, Любушки 49 % и Груде 47 %). Количество жителей, которые занимаются исключительно сельским хозяйством, относительно незначительно в Широки Бриег.

## Промышленность
В сфере промышленного производства в общине значительно представлены мясная и металлургическая промышленность, и в меньшей степени производство обуви, производство строительных изделий и обработка камня, производство изоляционных материалов, полиграфическая деятельность и т. д.
Официальная статистика, которую регулярно публикует Федеральное статистическое бюро, отслеживала движение промышленного производства на уровне Федерации и кантонов, так что таких (официальных) данных по общине нет. Тем не менее, основные черты промышленного производства в этом регионе на Западе будут по существу схожи и отражают движение промышленного производства для общины Широки Бриег.
В период 2004/2005 г. зафиксирован небольшой рост индекса промышленного производства (101,3). При этом в производстве металлов и производстве изделий из металла зафиксирован значительный рост (индекс 2005 г./2004 г. = 134,3 и 180,4), в производстве бумажных изделий (индекс = 110,7), а в других сферах промышленного производства зафиксировано значительное снижение (например, в продовольственной сфере: индекс = 80,0, добыча полезных ископаемых: индекс = 71,4).
Для дальнейшего роста промышленного производства необходимы инвестиции в развитие существующих производственных мощностей в районах, которые в настоящее время представлены в муниципалитете и на которых занято большое количество работников. В первую очередь это касается производства металлов и изделий из металла. Согласно официальной статистике, эти виды деятельности продолжали расти в течение 2005 года. Создание и строительство новых или расширение существующих деловых и промышленных зон является предпосылкой роста производственного сектора, привлечения отечественного и иностранного капитала и создания новых рабочих мест.

## Спорт

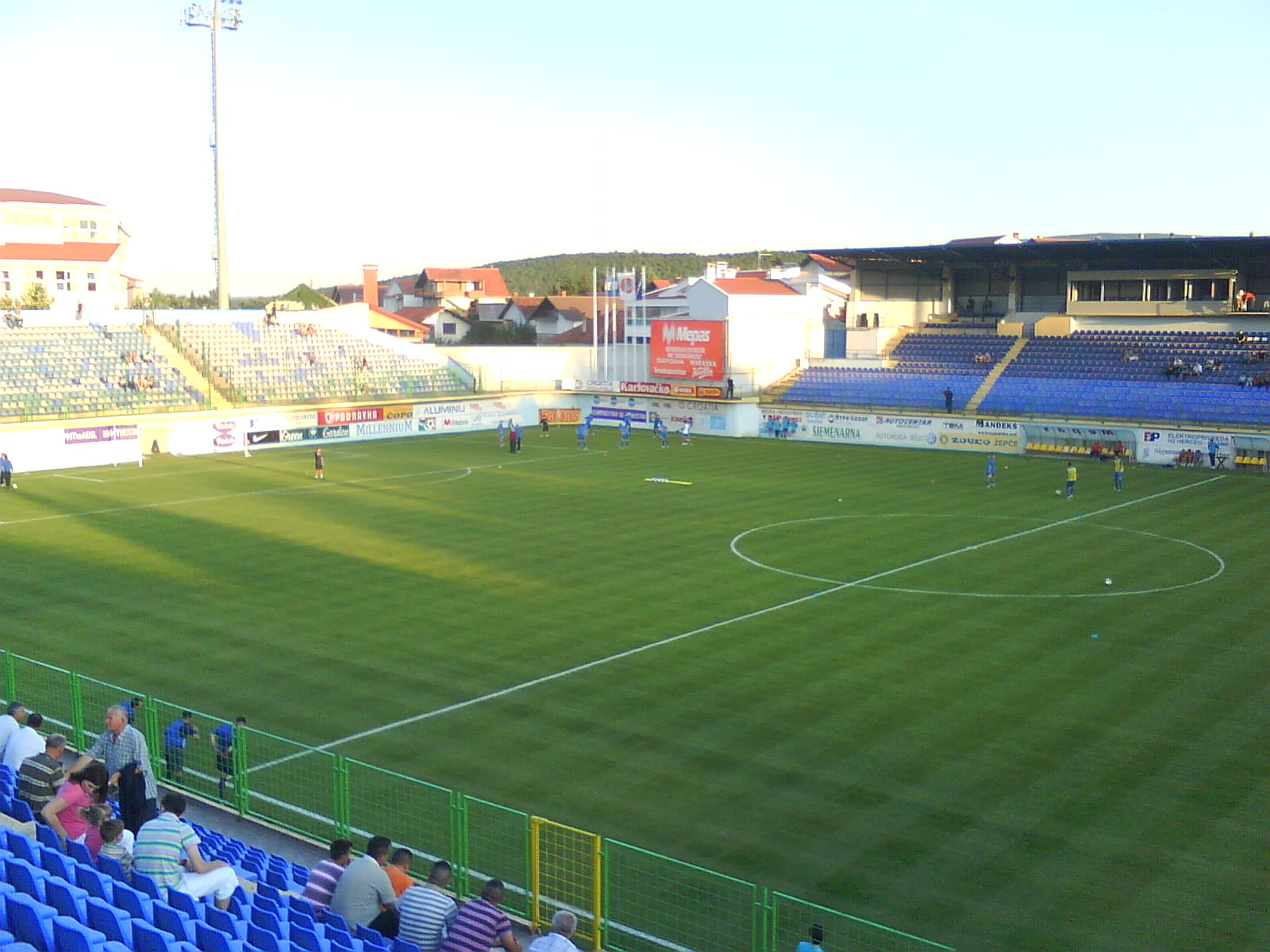
Стадион Пецара

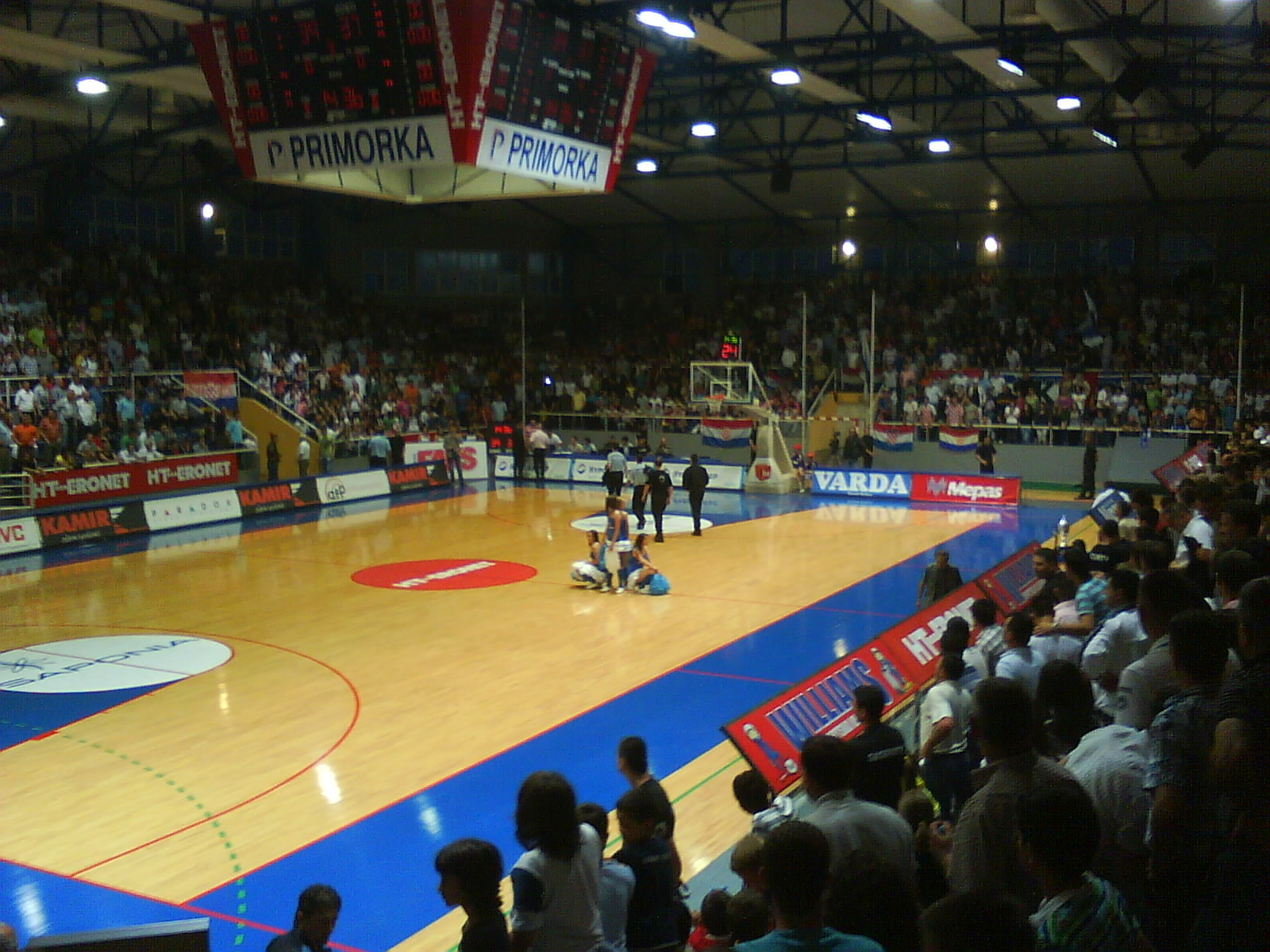
Спортивный зал Пецара

Футбольный клуб Широки Бриег базируется в Широки Бриег. Основан в 1948 году, проводит свои домашние матчи на стадионе Пецара, одном из двух стадионов в Боснии и Герцеговине, имеющих рейтинг 3-й категории УЕФА. Стадион может вместить 7000 зрителей.
Город является домом для крупнейшего и самого успешного баскетбольного клуба Боснии и Герцеговины, HKK Široki, 11 раз выигрывал чемпионат Боснии и Герцеговины и 9 раз брал Кубок Боснии и Герцеговины. Он проводит свои домашние игры в спортивном зале Пецара, вмещающем 4500 человек.

## Население

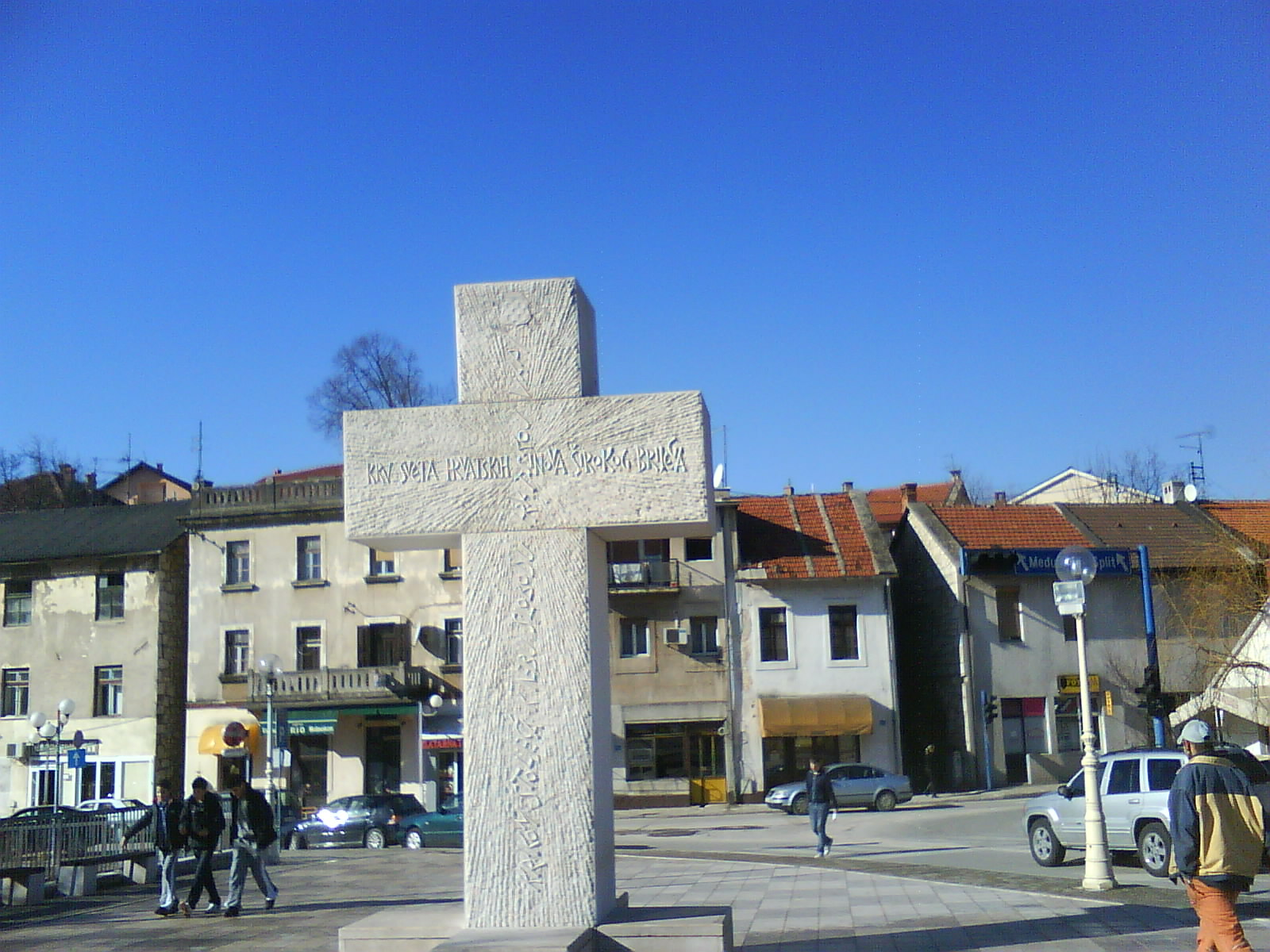
Крест в центре города, автор Анджелко Микулич, 2000 г.

### 1971 г.
всего 27 285
- Хорваты — 26 940 (98,73 %)
- Сербы — 234 (0,85 %)
- Мусульмане — 43 (0,15 %)
- Югославы — 12 (0,04 %)
- Прочие — 56 (0,20 %)

### 1991 г.
По переписи 1991 года в общине Широки Бриег проживало 26 437 жителей, из них:
- Хорваты — 26 231 (99,2 %),
- Сербы — 147 (0,6 %),
- Югославы — 19 (0,07 %),
- Боснийцы — 9 (0,03 %),
- Прочие — 31 (0,1 %).

## Города-побратимы
Широки Бриег является побратимом:
- Винковци, Хорватия

## Известные люди
- Марио Базина, футболист
- Иван Микулич, певец (представлял Хорватию на Евровидении 2004)
- Гойко Шушак, бывший министр обороны Хорватии

## Рекомендации
- U Širokom Brijegu uklonjen 'Kameni cvijet', spomenik iz komunističkog vremena. ABCPortal (хорв.). 4 мая 2013. Архивировано из оригинала 7 мая 2013. Дата обращения: 12 мая 2013.
- Otkrivena strogo čuvana tajna: Titov "kameni cvijet" čuvao ulaz u masovnu grobnicu s tijelima ubijenih civila i njemačkih vojnika. ABCPortal (хорв.). 4 мая 2013. Дата обращения: 12 мая 2013.
- 'Kulturnu večer fra Didaka Buntića' u Širokom Brijegu. Ekspresno (хорв.). 10 октября 2013. Архивировано из оригинала 18 октября 2013. Дата обращения: 12 октября 2013.